# Blatska
Blatska (Bulgaars: Блатска) is een dorp in het zuidwesten van Bulgarije. Het dorp is gelegen in de gemeente Chadzjidimovo, oblast Blagoëvgrad. Het dorp ligt hemelsbreed ongeveer 83 km ten zuidoosten van Blagoëvgrad en 136 km ten zuidoosten van Sofia.

## Bevolking
Volgens het Nationaal Statistisch Instituut van Bulgarije telde het dorp Blatska 598 inwoners in 2020, een aantal dat sinds de val van het communisme langzaam maar geleidelijk afneemt.
|  |

Het dorp wordt volgens de volkstelling van optionele 2011 grotendeels bewoond door etnische Turken: 195 van de 236 ondervraagden waren Turken - oftewel 82,6% van alle ondervraagden. De overige ondervraagden noemden zichzelf etnische Bulgaren. In werkelijkheid wonen er echter Bulgaarse moslims - ook wel Pomaken genoemd - in het dorp: zij identificeren zichzelf vaak als etnische Turken of reageren helemaal niet op de volkstellingen. 
| Etnische samenstelling van de respondenten (2011) | Etnische samenstelling van de respondenten (2011) | Etnische samenstelling van de respondenten (2011) | Etnische samenstelling van de respondenten (2011) | Etnische samenstelling van de respondenten (2011) |
| ------------------------------------------------- | ------------------------------------------------- | ------------------------------------------------- | ------------------------------------------------- | ------------------------------------------------- |
|                                                   |                                                   |                                                   |                                                   |                                                   |
| Bulgaren                                          | Bulgaren                                          |                                                   | 16,1%                                             | 16,1%                                             |
| Turken                                            | Turken                                            |                                                   | 82,6%                                             | 82,6%                                             |
| Roma                                              | Roma                                              |                                                   | 0,0%                                              | 0,0%                                              |
| Anders/Onbekend                                   | Anders/Onbekend                                   |                                                   | 1,3%                                              | 1,3%                                              |